# 古城子镇
古城子镇，是中华人民共和国辽宁省盘锦市盘山县下辖的一个乡镇级行政单位。

## 行政区划
古城子镇下辖以下地区：
拉拉村、上网村、夏家村、五台子村、七台子村、李家村、夹信子村、古城子村、蔡家村、周家村和岗毗岭村。